# 오륭
오륭(1980년 7월 31일 ~ )은 대한민국의 배우이다.

## 학력
- 한국예술종합학교 연극원 연기과

## 출연작

### 영화
- 《그물》 (2016년) - 보위부요원 2 역
- 《연기의 중력》 (2016년) - 한태석 역
- 《골든 슬럼버》 (2018년) - 자하문요원 1 역
- 《구직자들》 (2020년)
- 《모든 것은 숲으로 돌아간다》 (2021년)
- 《특송》 (2022년) - 우 실장 역
- 《서울괴담》 (2022년) - 선배 / 인형술사 역

### 드라마
- 《협상의 기술》 (2025년, JTBC) - 최성일 역
- 《원경》 (2025년, tvN) - 권홍 역
- 《닥터 슬럼프》 (2024년, JTBC) - 김상근 역
- 《셀러브리티》 (2023년, 넷플릭스) - 지호원 역
- 《월수금화목토》 (2022년, tvN) - 강선진 역
- 《빅마우스》 (2022년, MBC) - 이두근 역
- 《그린마더스 클럽》 (2022년, JTBC) - 한성범 역
- 《검은 태양》 (2021년, MBC) (특별출연)
- 《영혼수선공》 (2020년, KBS2) - 백홍민 역 (특별출연)
- 《머니게임》 (2020년, tvN) - 박수종 역
- 〈블랙독〉  (2019년, tvN)
- 《열여덟의 순간》 (2019년, JTBC)
- 《KBS 드라마 스페셜 - 감전의 이해》 (2019년, KBS2) - 기정한 역
- 《트랩》 (2019년, OCN) - 홍원태 역
- 《밥 잘 사주는 예쁜 누나》 (2018년, JTBC) - 이규민 역

### 예능
- 《섬총사 시즌2》 (2018년, 올'리브 & tvN) - 게스트 (달타냥)

### 뮤직비디오
- 잠비나이 - Connection
- 지투(G2) - knockin’ at the door

## 수상
- 2017년 21회 부천국제판타스틱영화제 코리안 판타스틱 남우주연상